# Resolució 353 del Consell de Seguretat de les Nacions Unides
La Resolució 353 del Consell de Seguretat de les Nacions Unides, fou aprovada per unanimitat el 20 de juliol de 1974, en resposta a la invasió turca de Xipre, el Consell va exigir la retirada immediata de tot el personal militar estranger present a la República de Xipre contravenint del paràgraf 1 de la Carta de les Nacions Unides. La resolució exhorta a Grècia, Turquia i el Regne Unit a entrar immediatament en negociacions per restablir la pau a l'illa i el govern de la constitució a la seva gent.